# Australasia
Australasia es una región al oeste de Oceanía, que comprende Australia, Melanesia y Nueva Zelanda (otras veces se incluye toda Oceanía o a Wallacea). Su definición y delimitación han ido evolucionando desde el siglo XVIII, y su interpretación actual varía según se le dé un enfoque ecológico, biogeográfico o geopolítico. Para efectos de la ONU, Australasia es una de las 22 subregiones en que se divide el mundo, esta a su vez está compuesta por 2 países: Australia y Nueva Zelanda.
El término fue acuñado por el estudioso francés Charles de Brosses en 1756. Geológicamente, esta región equivale aproximadamente al área emergida de la placa australiana.

Australasia.

## Uso biogeográfico
El término fue acuñado en 1756 por Charles de Brosses, en su Histoire des navigations aux terres australes (Historia de las navegaciones hacia las tierras australes). Lo derivó del latín "al sur de Asia", para diferenciarla de la Polinesia y del Pacífico suroriental.
En la segunda mitad del siglo XIX, Alfred Russell Wallace ciñó más el concepto sin hablar claramente de Australasia. Definió una región biogeográfica que llamó australiana, compuesta de cuatro subregiones zoogeográficas cuya fauna tenía rasgos comunes o derivaba de un mismo proceso evolutivo:
- Región oceánica (Polinesia y Micronesia)
- Nueva Zelanda
- Australia y Tasmania
- Nueva Guinea, el archipiélago Bismarck, las islas Salomón, Celebes, Molucas y las islas menores de la Sonda situadas al este de Bali.

Wallace definió con precisión la línea divisoria biológica que separa Australasia de Asia, que fue llamada posteriormente línea de Wallace. En el siglo XX se comprobó que la línea de Wallace se encuentra en la cercanía de la frontera de tres placas tectónicas; la placa de la Sonda, la placa del Mar de Banda y la placa de Timor.
En la segunda mitad del siglo XX, se fue modificando la definición de Australasia según se desarrollaba el concepto de ecozonas o zonas biogeográficas, para llevar a cabo adecuadas políticas de conservación. En 1975, a petición de la Unesco y de la Unión Internacional para la Conservación de la Naturaleza (IUCN), el biólogo Miklos Udvardy propuso un sistema de clasificación biogeográfico y ecológico de las tierras emergidas, basándose en las clasificaciones anteriores establecidas por Wallace y Philip Sclater. Establece reinos biogeográficos, subdivididos a su vez en provincias biogeográficas, en los que la Australasia tradicional se encuentra repartida entre varios reinos:

- Australia y Tasmania solas pasan a conformar el reino australiano
- Nueva Guinea, Molucas y la Melanesia tradicional se incluyen en el reino oceánico (junto con la Polinesia y la Micronesia)
- Las islas de la Wallacea, exceptuando Molucas, se incluyen en el reino indomalayo
- Nueva Zelanda constituye la provincia biogeográfica de Nuevazelandia, y es parte del reino antártico

Pero la aceptación más generalizada del término Australasia es la que le ha dado el Fondo Mundial para la Naturaleza (WWF) al establecer una nueva clasificación de la biodiversidad terrestre en 238 ecorregiones localizadas en 8 reinos biogeográficos o ecozonas. Según WWF, Australasia es una ecozona que abarca:
- Australia y Tasmania
- Nueva Zelanda
- Nueva Guinea y las islas de Melanesia
- las islas de la Wallacea

Esta delimitación no es rígida dado que las ecorregiones se solapan a menudo y pueden abarcar países de distintas ecozonas. Así por ejemplo, Nueva Zelanda se relaciona con la ecozona de Oceanía por sus selvas húmedas tropicales y subtropicales, mientras que está vinculada con Australasia por sus selvas mixtas y templadas.

## Uso geopolítico y deportivo

Bandera olímpica australasiana.

En ocasiones el término Australasia se usa para hacer referencia únicamente a Australia y a Nueva Zelanda, a falta de otra palabra que se refiera exclusivamente a estos países. Australia y Nueva Zelanda tienen un pasado colonial común y una realidad contemporánea parecida, como países angloparlantes y desarrollados, que les distingue de los demás países del área. Pero los diferencian sus respectivos aborígenes que tienen orígenes genéticos y culturales distintos. En el sentido geopolítico, la palabra tiene poco uso y el término no es popular en Nueva Zelanda por el énfasis que se pone en Australia. Existen sin embargo sociedades y asociaciones cuyo nombre incluye la referencia a Australasia.
El término también comenzó a utilizarse para nombrar al equipo combinado de Australia y Nueva Zelanda. Entre los años 1905 y 1913, un equipo combinado compitió en la Copa Davis de tenis, y la ganó en cinco ocasiones. También, los dos países formaron un solo equipo bajo ese nombre para participar en las Olimpiadas de 1908 y de 1912.